# Justin Huish
Justin Grant Huish (* 9. Januar 1975 in Fountain Valley, Kalifornien) ist ein ehemaliger US-amerikanischer Bogenschütze und zweifacher Olympiasieger.
Er nahm an den Olympischen Spielen 1996 in Atlanta teil und gewann sowohl im Einzel- als auch im Mannschaftswettbewerb die Goldmedaille. Bis 2016 war er der einzige männliche Bogenschütze, dem dies bei Olympischen Spielen gelang.